# Consoante retroflexa

Maneira de articulação de uma plosiva retroflexa subapical.

Uma consonate retroflexa é uma consoante coronal apical articulada entre osso alveolar e o palato duro na qual a língua assume uma forma plana, côncava ou curvada.
A palavra "retroflexo" deriva do latim "retroflexus", "que se dobra para trás"; algumas consoantes retroflexas são pronunciadas com a língua inteiramente curvada, então essa articulação envolve a parte inferior da ponta da língua (subapical). Ainda assim, a categoria "consoante retroflexa" comumente envolve outras consoantes com pontos de articulação similares, porém sem uma curvatura extrema da língua. Essas podem ser articuladas com a ponta (apicais) ou a lâmina (laminais) do órgão.

## Tipos
Consoantes retroflexas, como várias outras consoantes coronais, apresentam diversas variedades condicionadas por: formato da língua, que pode estar plana, côncava, ou com 
a ponta curvada para trás; ponto de contato do órgão, que poder ser com a ponta (apical), a lâmina (laminal) ou sua parte inferior (subapical); o ponto de contato com o céu da boca, que pode ser com o osso alveolar (alveolar), a área entre o osso e o palato duro (pós-alveolar), ou o palato duro (palatal); e, finalmente, maneira de articulação - tanto consoantes sibilantes (fricativas e africadas) quanto não sibilantes (nasais, laterais, oclusivas e róticos) podem assumir articulações retroflexas.
A maior variedade de combinações ocorre com sibilantes, já que nessas quaisquer pequenas mudanças na forma e na posição da língua levam a transformações significativas no som produzido. Sons retroflexos geralmente tem tons mais baixos que outros de consoantes alveolares ou pós-alveolares - com uma diferença notável em comparação com o som de sibilantes alveolares sulcais. Quanto mais atrás no céu de boca for o ponto de contato, mais côncavo é o formato da língua e mais baixo é o tom do som, com as consoantes subapicais sendo as mais extremas.
As principais combinações geralmente observadas são:
- Laminais pós-alveolares com língua plana. Ocorrem, por exemplo, no polonês - cz, sz, ż (rz), dż.[5]
- Apicais pós-alveolares com língua levemente côncava. Ocorrem, por exemplo, no mandarim - zh, ch, sh, r, no hindi, e em outras línguas indo-arianas.[6][7]
- Subapicais palatais com língua muito côncava. Ocorrem principalmente em línguas dravídicas e em algumas indo-arianas. Essa combinação é a que produz o som de tom mais baixo e, depois de vogal, o fonema comumente roticiza fortemente o som vocálico [5]- de maneira análoga ao que aconteceria se, no inglês estadunidense, um "r" ocorresse entre uma vogal e consoante; por exemplo, se a palavra "apologize" fosse pronunciada como "apolorgize".[8]

Sons subapicais são por vezes chamados de "retroflexos verdadeiros", devido ao formato dobrado para trás da línuga; nesses casos, outros sons recebem outros nomes. Por exemplo, Ladefoged e Maddieson preferem chamar o retroflexo laminal pós-alveolar de "pós-alveolar plano".

### Outros sons
Sons retroflexos devem ser diferenciados de outras consoantes produzidas na mesma área da boca:
- As consoantes palato-alveolares (como [ʃ] e [ʒ]), que são sons como ch e j quando ocorrem em palavras do português brasileiro como "chá" e "janela";[3]
- As consoantes alveolopalatais (como [ɕ] e [ʑ]), que são sons como j, q e x quando ocorrem em mandarim;[3]
- As consoantes palatais dorsais (como [ç], [ʝ] e [ɲ]), que são sons como ch quando ocorre no alemão "ich" ou ñ no espanhol "año".[3]
- As consoantes alveolares sulcais (como [s] e [z]), que são sons como s no português "santo" ou z em "zebra".[3]

As três primeiras classificações de sons acima são articuladas com a língua em formato convexo, o que adiciona aos fonemas uma articulação secundária palatal. O último tipo é articulado com a formação de um sulco extremamente marcado na parte central da língua, o que dá aos fonemas uma forte característica de sibilação. Os sons retroflexos, ao contrário, possuem forma plana ou côncava, e são desassociados de qualquer palatalização ou formação de sulco.
A aproximante velar encontrada em variedades nortistas do holandês e em algumas variedades do inglês estadunidense são acusticamente similares à aproximante retroflexa, já que ambas são articuladas com a língua em contato com o palato mole.

## Transcrição

### Transcrição no IPA
No Alfabeto Fonético Internacional, os símbolos para consoantes retroflexas são tipicamente os mesmos que para as consoantes alveolares, mas com a adição de um diacrítico em formato de gancho virado para a direita sob o símbolo.
Consoantes retroflexas são transcritas no Alfabeto Fonético Internacional como a seguir:
| IPA            | Descrição                               | Exemplo      | Exemplo         | Exemplo      | Exemplo             |
| IPA            | Descrição                               | Língua       | Ortografia      | IPA          | Significado         |
| -------------- | --------------------------------------- | ------------ | --------------- | ------------ | ------------------- |
| ɳ              | nasal retroflexa vozeada                | Panjabi      | ਗਾਣਾ / گاݨا‎       | [ˈgaːɳaˑ]    | canção              |
| ʈ              | plosiva retroflezxa desvozeada          | Sueco        | parti           | [pʰaˈʈiː]    | festa               |
| ʈ              | plosiva retroflezxa desvozeada          | Hindi / Urdu | टांग / ٹانگ‎       | [ʈaːŋgˑ]     | perna               |
| ɖ              | plosiva retroflexa vozeada              | Somali       | Bandhig         | [banːɖig]    | apresentação        |
| ɖ              | plosiva retroflexa vozeada              | Hindi / Urdu | डब्बा / ڈبہ       | [ɖəbba]      | caixa               |
| ʂ              | fricativa retroflexa desvozeada         | Mandarim     | 上海 (Shànghǎi) | [ʂɑ̂ŋ.xàɪ]    | Xangai              |
| ʂ              | fricativa retroflexa desvozeada         | Sânscrito    | भाषा              | [bʱɑːʂɑː]    | língua              |
| ʐ              | fricativa retroflexa vozeada            | Russo        | жаба            | [ˈʐabə]      | sapo                |
| ʐ              | fricativa retroflexa vozeada            | Polonês      | żaba            | [ˈʐaba]      | sapo                |
| ɻ              | aproximante retroflexa vozeada          | Tâmil        | தமிழ்             | [t̪ɐmɨɻ]      | Tâmil               |
| ɭ              | aproximante lateral retroflexa vozeada  | Tâmil        | ஆள்              | [ɑːɭ]        | pessoa              |
| ɭ              | aproximante lateral retroflexa vozeada  | Sueco        | Karlstad        | [ˈkʰɑːɭ.sta] | Karlstad            |
| ɽ              | tepe retroflexo vozeado                 | Hauçá        | shaara          | [ʃáːɽa]      | varrendo            |
| ɽ              | tepe retroflexo vozeado                 | Hindi / Urdu | कीचड़ / کیچڑ      | [kiːt͡ʃəɽ]    | lama                |
| (ɭ̆)            | tepe lateral retroflexo vozeado         | Pastó        | ړوند            | [𝼈und]       | cego                |
| (ɭ̆)            | tepe lateral retroflexo vozeado         | Marata       | बाळ              | [ˈbɑː𝼈]      | bebê                |
| ꞎ (ɭ̊˔)         | fricativa lateral retroflexa desvozeada | Toda         | —               | [pʏːꞎ]       | verão               |
| ɭ˔             | fricativa lateral retroflexa vozeada    | Ao           | —               | —            | —                   |
| ʈʼ             | ejetiva retroflexa                      | Gwichʼin     | etrʼuu          | [ɛʈʼu:]      | andorinha do ártico |
| ᶑ              | implosiva retroflexa vozeada            | Ngada        | modhe           | [ˈmoᶑe]      | bom                 |
| ᶑ̥              | implosiva retroflexa desvozeada         | Oromo        | —               | —            | —                   |
| ǀ˞, ǃ˞, ǂ˞, ǁ˞ | cliques retroflexos                     | Língua !kung | ɡ‼ú             | [ᶢǃú]        | água                |

### Outras convenções
Alguns linguistas restringem o uso desses símbolos a consoantes com articulção palatal subapical, em que a língua é curvada para trás e entra em contato com o palato duro. Nesses casos, os símbolos usados para articulações pós-alveolares apicais são os das consoantes alveolares com um diacrítico em forma de ponto subposto ao símbolo da consoante: [ṭ], [ḍ], [ṇ], [ṣ], [ẓ], [ḷ], [ɾ̣], [ɹ̣]; nota-se que esse diacrítico está obsoleto e fora do padrão do IPA. Colateralmente, nos casos de retroflexos laminais, como os encontrados em russo e polonês, são usados [ᶘ] e [ᶚ] Os últimos também são encontrados transcritos com um diacrítico de retração, s̠; em outros casos, são tipicamente (porém inadequadamente) transcritos como se fossem palatoalveolares, como em [ʃ].
Consoantes com articulações mais frontais, nas quais a língua toca a região alveolar ou pós-alveolar ao invés do palato duro, podem ser indicadas com o diacrítico de retração. Isso ocorre especialmente para [s̠] e  [ẕ]; outros sons indicados dessa maneira, como [ṉ],  [ḻ] e [ḏ], tendem a codificar consoantes alveolopalatais e não retroflexas.

## Ocorrência
Embora os dados não sejam precisos, estima-se quem em torno de 20% das línguas do mundo contenham consoantes retroflexas de um ou outro tipo. Cerca de metade dessas línguas possui apenas retroflexos continuantes, e a maioria do resto tem tanto oclusivos quanto continuantes.
Consoantes retroflexas estão concentradas no subcontinente indiano, especialmente nas línguas indo-arianas e dravídicas, mas são encontradas em outras línguas da região, como mundari e Burushaski.
As línguas nuristani do leste do Afeganistão também tem consoantes retroflexas. Entre as Línguas iranianas orientais, elas são comuns em pastó, wakhi, ishkashimi e munji-yidgha. Também ocorrem em outras línguas asiáticas como mandarim, javanês e vietnamita. No oeste asiático, o variante shihhi do árabe também tem aproximantes retroflexas.
Retroflexos são relativamente raros em línguas europeias, mas ocorrem, por exemplo, em sueco e norueguês.